# Brachyta bifasciata
Brachyta bifasciata es una especie de escarabajo longicornio del género Brachyta, tribu Rhagiini, subfamilia Lepturinae. Fue descrita científicamente por Olivier en 1797.
Se distribuye por China, Mongolia y Rusia. Mide aproximadamente 13-25 milímetros de longitud. El período de vuelo de esta especie ocurre en los meses de junio y julio.